# That’s What the Blues Is All About (singel)
That’s What the Blues Is All About - singel amerykańskiego bluesmana Johna Lee Hookera Jr. i polskiego zespołu Daddy’s Cash promujący ich wspólny album o tym samym tytule.
| Lista                              | Pozycja |
| ---------------------------------- | ------- |
| Lista Przebojów Programu Trzeciego | 9       |
| Lista Przebojów Radia Merkury      | 27      |

## Teledysk
Obraz do piosenki został opublikowany w serwisie YouTube 5 stycznia 2013 roku.